# برد فریدل
بردلی هاوارد فریدل (انگلیسی: Bradley Howard Friedel؛ زادهٔ ۱۸ مهٔ ۱۹۷۱) بازیکن فوتبال پیشین و سرمربی فوتبال اهل ایالات متحده است.
از باشگاه‌هایی که در آن بازی کرده‌است می‌توان به بروندبی، گالاتاسرای، کلمبوس کرو، لیورپول، بلکبرن روورز، استون ویلا و تاتنهام هاتسپر اشاره کرد.
وی همچنین در تیم ملی فوتبال ایالات متحده آمریکا بازی کرده‌است.

## افتخارات

### باشگاهی
گالاتاسارای
- جام حذفی فوتبال ترکیه: ۹۶–۱۹۹۵

بلکبرن روورز
- جام اتحادیه باشگاه‌های انگلستان: ۰۲–۲۰۰۱[۲]

### ملی
ایالات متحده
- جام کنفدراسیون‌ها مقام سوم: ۱۹۹۹[۳]

### فردی
- تیم سال پی‌اف‌ای: ۰۳–۲۰۰۲[۴]